# سیارک ۳۹۷۹
سیارک ۳۹۷۹ (به انگلیسی: 3979 Brorsen، نامگذاری:1983VV1) سه هزار و نهصد و هفتاد و نهمین سیارک کشف شده‌است که در ۸ نوامبر ۱۹۸۳ کشف شد.
قدر مطلق سیارک برابر ۱۱٫۷۰ است.